# Coldplay
Coldplay (|kəʊld pleɪ|«коулдплей») — британський рок-гурт, створений 1996 року. Грає в жанрах брітпоп, альтернативний рок, інді-рок, нью-рейв. Здобув міжнародне визнання завдяки синглу Yellow, який вийшов 2000 року, та другому студійному альбомові A Rush of Blood to the Head, 2002 року. Один із найпопулярніших рок-гуртів світу; 2009 року часопис Rolling Stone визнав «Коулдплей» четвертим найкращим музичним виконавцем 2000-х років. Крім музичної діяльності, музиканти активно беруть участь у доброчинних заходах.

## Історія

### Створення
Учасники групи вперше зустрілися в гуртожитку «Університетського Коледжу Лондона» у вересні 1996 року. Кріс Мартін, вокаліст та клавішник гурту, вивчав історію; Джонні Бакленд, гітарист, астрономію і математику; Вілл Чемпіон, ударник, антропологію, а Гай Беррімен, басист, спочатку вступив на інженерний факультет, а згодом перевівся на археологічний.
Кріс Мартін та Джонні Бакленд познайомилися у перший тиждень навчання і у них виникла ідея створити власний рок-гурт. Тоді вони ще не уявляли в якому жанрі планують працювати, бо знаходились, з одного боку, під впливом Radiohead, U2, My Bloody Valentine, а з іншого — a-ha і Take That. На цьому етапі вони назвалися Pectoralz. Згодом до них приєднався Гай Беррімен, що грав на бас-гітарі. Група остаточно сформувалася в 1998 році, коли за ударними інструментами сів Вілл Чемпіон.
Перші репетиції музикантів відбувалися у спальні гітариста Джоні Бакленда, в орендованій квартирі на Кемден Роуд, в Північному Лондоні. Тоді шкільний друг Кріса Мартіна, Філ Гарві, організував і перший концерт групи в пабі Laurel Tree, що у Кемдені. Філ Гарві залишався єдиним менеджером гурту до 2002 року, після чого звільнився через зависокі навантаження. Він залишився добрим другом гурту, «п'ятим невидимим членом Coldplay», — за словами Кріса Мартіна.
Кожен з альбомів Coldplay (крім X&Y) містить на зворотній стороні обкладинки подяку і присвяту Філу. На своїх перших виступах Coldplay використовували назву Starfish, проте швидко від неї відмовились. Один з університетських друзів Мартіна запропонував взяти назву, від якої відмовився його власний гурт, як від занадто деперсивної — Coldplay. Назва походить від збірки віршів британського поета Філіпа Хоркі «Child Reflection. Cold Play.»
Місце клавішника міг зайняти Тім Райс-Окслі, проте він відмовився від пропозиції, бо на той час грав у гурті Keane.
18 червня 1998 року група випустила 500 копій мініальбому Safety. Більшість з цих дисків були відправлені на різні лейбли, і були роздані друзям групи, але тільки 50 копій були призначені для продажу. У грудні 1998 року групу запросили записуватися на лейбл Fierce Panda, де за чотири дні був записаний наступний мініальбом групи, який називався Brothers & Sisters. Реліз альбому, який вийшов тиражем у 2500 копій, відбувся у квітні 1999 року. Пісні з цього диска відразу стали популярними на британській радіостанції Radio 1.

### Ранні роки
В 1998 році гурт випустив 500 копій мініальбому Safety. Більшість дисків було роздано звукозаписувальним компаніям і друзям; лише 50 копій залишилось для відкритого продажу. В грудні Coldplay підписали угоду з інді-лейблом Fierce Panda Records та в лютому 1999 року за чотири дні записали мініальбом Brothers and Sisters, що містив три треки. Його було видано в квітні, а перший наклад становив лише 2500 копій. У Великій Британії поволі зростав інтерес до гурту. Цьому допомагали регулярні радіоефіри Стіва Ламака на BBC.
Навесні 1999 року, після складання випускних іспитів у коледжі, Coldplay підписали контракт на п'ять альбомів із лейблом Parlophone. Вперше з'явившись на фестивалі Ґластонбері, гурт повернувся до студії, аби записати третій мініальбом під назвою The Blue Room. 5000 копій вийшли в продаж у жовтні. Сингл «Bigger Stronger» істотно сприяв зміцненню позицій гурту.
Тим не менше, запис The Blue Room став справжнім випробуванням для гурту. Мартін посварився з Чемпіоном і вигнав його з групи. Але згодом, відчувючи провину, Мартін попросив вибачення та попросив Вілла повернутись до складу Coldplay. Цей інцидент призвів до встановлення у групі певних правил: всі учасники мають рівні права, гонорари розділяються на чотири рівні частини, а композиторами пісень значаться всі четверо учасників гурту. Також Мартін зазначив правило: «якщо з групи піде хтось один, Coldpay перестає існувати». Крім того, гурт вирішив, що вони звільнять будь-кого, хто стане вживати важкі наркотики.

### Parachutes (1999—2001)
В листопаді 1999 року Coldplay сфокусувались на своєму дебютному альбомі. Разом із продюсером Кеном Нельсоном вони пішли на студію Rockfield Studios. Гурт провів Новий Рік за записом треків Yellow та Everything's Not Lost. Вони також грали на Carling Tour, де виступали найбільш багатообіцяючі проекти. Після виходу трьох мініальбомів без хітів Coldplay видав свій перший синґл, що ввійшов до топ-40 — Shiver. Випущена у березні 2000 року, пісня опинилась на скромному 35-му місці та заробила перший ефір гурту на MTV. Червень 2000 року був поворотним моментом в історії Coldplay.
Група розпочала свій перший власний тур, що включав тріумфальне повернення до Ґластонбері. Ще визначнішим став вихід синґлу Yellow, який здійснив справжній прорив. Пісня дісталася до 4 місця в чарті синґлів Сполученого Королівства.
Coldplay видали свій перший повноцінний альбом, Parachutes, в липні 2000 року. Платівка дебютувала з першого місця в чарті альбомів СК. Проте Parachutes часом критикували за сильну подібність до музики гурту Radiohead часів виходу альбомів The Bends і OK Computer. Yellow і Trouble регулярно передавали по радіо по обидва береги Атлантики. Parlophone спершу передрікав продаж 40 тисяч Parachutes, однак уже до Різдва 1,6 млн копій було продано в одному лише Сполученому Королівстві. Parachutes було номіновано на Mercury Music Prize у вересні 2000 року.
Завоювавши успіх у Європі, гурт зайнявся Північною Америкою. Parachutes було видано в листопаді 2000 року. Група розпочала тур клубами США на початку 2001, а перше шоу відбулось у Ванкувері, Канада. Coldplay також виступали на багатьох телешоу в США. Успіх Parachutes у Сполучених Штатах зростав поволі, але врешті-решт альбом досяг статусу двічі платинового. Платівка також була сприйнята добре, здобувши нагороду Grammy в 2002 році як «найкращий альтернативний альбом».

### A Rush of Blood to the Head (2001-04)
Coldplay повернулись до студії в жовтні 2001, аби розпочати роботу над своїм другим альбомом. Продюсером знову був Кен Нельсон. У серпні 2002 року гурт випустив A Rush of Blood to the Head, на який уже з нетерпінням чекали прихильники.
Перший трек, Politik, було написано відразу після терактів 11 вересня. Багато синґлів із цього альбому стали дуже популярними: In My Place, The Scientist, Clocks.
Coldplay гастролювали понад рік, із червня 2002 по вересень 2003 року, побувавши на п'яти континентах, включно із фестивалем у Ґластонбері, V2003 та Rock Werchter. Тур на підтримку A Rush of Blood to the Head показав прогрес групи. Багато з їхніх шоу містили складне й добре продумане освітлення та візуальне оформлення, що нагадувало нещодавній Elevation Tour гурту U2. Протягом гастролей Coldplay також записали «живий» DVD і CD — Live 2003 в Сіднеї. Запис містив нову пісню — Moses.
В грудні 2003 читачі журналу Rolling Stone назвали Coldplay найкращими виконавцями та гуртом року. В той же час група зробила кавер-версію хіта 1983 року 2000 Miles гурту The Pretenders, що була доступна для скачування з їхнього офіційного сайту. Це був найпопулярніший трек, що скачувався в СК того року, а прибутки від продажу пішли на кампанії Future Forests і Stop Handgun Violence. Альбом A Rush of Blood to the Head виграв дві нагороди Grammy 2003 року. На церемонії нагородження 2004 року Clocks здобули титул «запис року». Альбом також було названо 473 у списку з 500 найкращих альбомів за версією журналу Rolling Stone.

### X&Y (2004—2006)

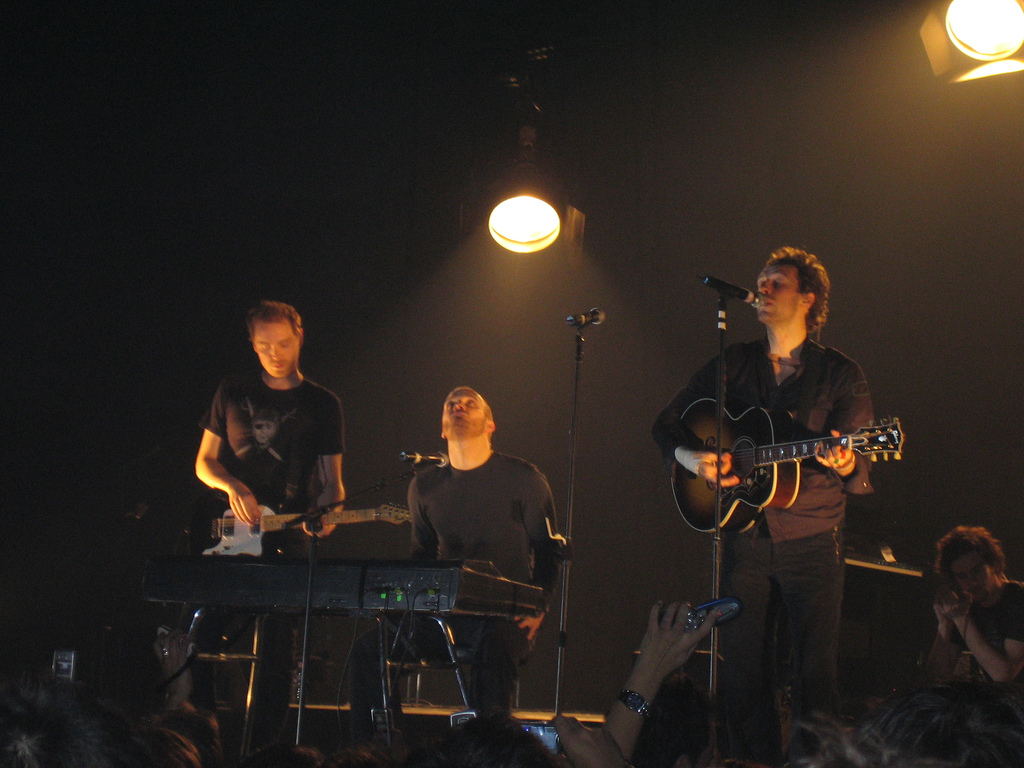
Виступ Coldplay в Барселоні 2005 року

2004 рік був для Coldplay часом затишшя, позаяк вони провели більшу частину року, відпочиваючи від гастролей та записуючи свій третій альбом. Басист Гай Беррімен сказав: «Ми слухали багато різного на початку [запису X&Y], від Боуї, Іно та Pink Floyd до Depeche Mode, Кейт Буш і Kraftwerk. І U2, як і зазвичай». У травні Coldplay подражнили фанів новою піснею і відеокліпом на своєму офіційному сайті на честь народження Епл — доньки Мартіна та його дружини, акторки Гвінет Пелтроу. Робота над композицією велася з Кеном Нельсоном та відомим продюсером Джорджем Мартіном. Пісню називають чимось між репом та глем-роком. Мартін жартував, що на таку музику його надихнула творчість Jay-Z.
Третій альбом Coldplay, X&Y, було видано 6 червня 2005 року в Сполученому Королівстві. Він став найуспішнішим альбомом 2005 року із продажами 8,3 млн копій у всьому світі. Перший синґл, Speed of Sound, дебютував на радіо та в інтернет-магазинах 18 квітня і був випущений як CD 23 травня 2005 року. Альбом дебютував із першого місця в 28 країнах і був другим альбомом за швидкістю продажів у історії британських чартів. Два інші синґли було видано того ж року: Fix You у вересні та Talk у грудні. В травні 2006 гурт випустив The Hardest Part у декількох країнах поза СК. Незважаючи на комерційний успіх, реакція критиків на X&Y була не настільки одностайною в схваленні порівняно з його попередником.
Із червня 2005 по липень 2006 Coldplay провели тур Twisted Logic, що включав такі фестивалі, як Ґластонбері, Coachella та Austin City Limits Music Festival. У 2006 році група втретє побувала в Північній Америці — від Сієтлу (в січні) до Філадельфії (початок квітня). У липні 2005 гурт з'явився на Live 8 в лондонському Гайд-Парку, де вони грали свою версію пісні Verve Bittersweet Symphony із вокалом Річарда Ешкрофта. У вересні Coldplay записали нову версію How You See the World з переробленим текстом для доброчинного альбому Help — a Day in the Life. В лютому 2006 Coldplay завоювали нагороди за найкращий альбом і найкращий синґл на церемонії Brit Awards.

### Viva La Vida Or Death And All His Friends (2006—2009)

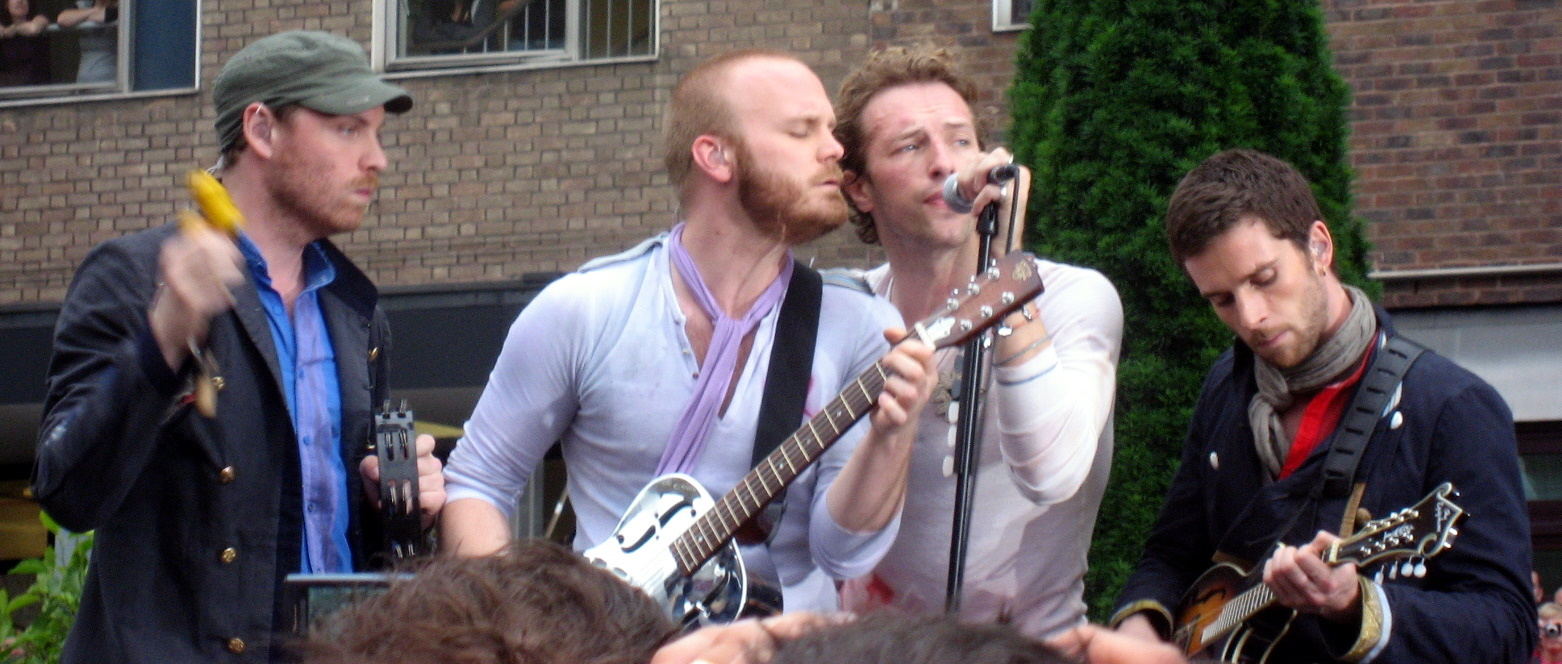

У жовтні 2006 року група почала роботу над четвертим студійним альбомом Viva la Vida or Death and All His Friends. Продюсерами цього альбому стали Маркус Дравс і легендарний Браян Іно.
У липні 2007 року Coldplay повідомили, що на альбомі буде відчутнішим іспанський вплив — після записів у Латинській Америці та Іспанії. Так чи інакше, там же було наголошено, що цей вплив полягає не в якомусь особливому звучанні, а радше в загальному відчутті від пісень у цілому.
Першими синглами з альбому, що з'явилися в інтернеті, були «Violet Hill» и «Viva la Vida». Назву останньої (і всьому альбому) дав натюрморт мексиканської художниці Фріди Кало. В червні 2008 року «Viva la Vida» став першим за двадцять років рок-синглом із Англії, що підкорив перший рядок національного хіт-параду США.
15 червня 2008 року Viva La Vida Or Death And All His Friends очолив британський чарт. Протягом трьох перших днів продажу було розкуплено 302.000 копій; альбом було названо BBC «одним із найбільш швидко продаваних записів в історії Об'єднаного Королівства».
4 грудня музикант Джо Сатріані подав позов до суду на Coldplay, звинувативши у порушенні авторських прав. Учасники групи, за його словами, запозичили гітарний риф композиції «Viva La Vida» з його пісні «If I Could Fly».
Сатріані стверджував, що Кріс Мартін скопіював і вставив істотні уривки з його композиції, яка вийшла в 2004 році на альбомі «Is There Love In Space?». Гітарист зажадав відшкодування збитків та перерахування прибутку, отриманого британським гуртом від продажу синглу «Viva La Vida». На заяву про схожість мелодій Coldplay відповіли, що це простий збіг Урешті-решт позов було відхилено з умовою позасудового врегулювання спору.
Кріс Мартін заявив про те, що після повернення з туру в підтримку альбому всередині колективу склалися натягнуті відносини і, можливо, альбом Viva la Vida or Death and All His Friends стане останнім у їхній дискографії.

### Mylo Xyloto (2009—2012)
В інтерв'ю 13 січня 2011 року, Coldplay згадали про дві нові пісні, які будуть включені на їх майбутній п'ятий альбом: Princess of China і Every Teardrop Is a Waterfall. 31 травня колектив оголосив, що Every Teardrop Is a Waterfall видають як перший сингл з альбому, якому група дала назву Mylo Xyloto. Практично всі пісні, оголошені в офіційному треклисті до нього, було зіграно на різних фестивалях. Другий сингл Paradise вийшов 12 вересня 2011 року. Вихід альбому Mylo Xyloto заплановано на 24 жовтня 2011 року, слідом за альбомом вийшов третій сингл — Princess Of China, 25 жовтня 2011 року. У записі пісні Princess of China взяла участь співачка Ріанна. В інтернеті альбом Mylo Xyloto з'явився за тиждень до офіційного релізу. До свого виходу альбом «Mylo Xyloto» отримав суперечливі відгуки музичних критиків.

### Ghost Stories та A Head Full Of Dreams (2012—2015)
9 серпня 2013 року у своєму твіттері група поділилася фото з текстом своєї нової пісні Atlas, яка стала саундтреком до фільму «Голодні Ігри: У вогні», та вказала на дату реліза — 26 серпня, але з невідомих причин реліз перенесли на 6 вересня. 25 лютого 2014 року група випустила промо-синґл з шостого студійного альбому — «Midnight». 3 березня було оголошено, що альбом «Ghost Stories» вийде 19 травня, а також представили нову пісню «Magic».
Альбом був випущений 19 травня 2014 року. Незабаром після оприлюднення Ghost Stories група зайняла 1 місце у iTunes-Charts понад 100 країн. Пізніше фронтмен Кріс Мартін відзначив, що наступна платівка Coldplay може стати останньою. У грудні 2015 року гурт випустив лонгплей A Head Full Of Dreams. Платівка отримала змішані відгуки критиків, але увійшла до списку найкращих альбомів року. Зокрема, портал Inspired відзначив: «Незрозуміло, чи дійсно гурт розпадається, але якщо так і є, то завершують свою історію музиканти гучно. A Head Full Of Dreams – без п'яти хвилин великий американський маніфест».

## Політична та соціальна діяльність
Незважаючи на велику світову славу, гурт уважно стежить за використанням своєї музики в медіа, відмовляючись від її використання в рекламі, як U2. В минулому Coldplay відхилили багатомільйонні контракти з Gatorade, Diet Coke і Gap, що хотіли використати пісні Yellow, Trouble і Don't Panic відповідно. За словами Мартіна, «ми не могли б спокійно жити з тим, якби отак продавали змісти своїх пісень».
Coldplay підтримують Міжнародну амністію. Кріс Мартін також відомий з-поміж знаменитостей як один із найпомітніших захисників чесної торгівлі. Він підтримував кампанію Make Trade Fair («Зробімо торгівлю чесною») до її закриття в 2005 році після саміту Великої Вісімки у Ґленіґлз (Шотландія). Мартін носив пов'язку Make Trade Fair на зап'ясті під час своїх появ на публіці, включно із концертами групи.
Мартін висловлювався проти військового вторгнення до Іраку 2003 року та підтримував кандидата в президенти США від Демократичної партії Джона Керрі в 2004 році.
У перші роки існування гурту Coldplay часто відзначали в медіа за їхній принцип віддавати 10 % прибутків групи на доброчинність. Басист Гай Беррімен сказав: «Можна повідомити людей про проблеми. Це зовсім не так важко для нас, але якщо це може допомогти людям, то ми хочемо це зробити». Окрім того, гурт попросив будь-які подарунки, призначені для нього, віддавати на доброчинність, відповідно до відповіді на запитання на вебсайті Coldplay.
Група спародіювала власні широковідомі політичні й соціальні погляди у фільмі 2004 року Shaun of the Dead («Зомбі на ім'я Шон»), де вони з'явились на телеекрані, аби підтримати доброчинну акцію «Zombaid» (каламбур із Live Aid), що мала на меті надати більше політичних прав зомбі. 
Підтримка України
Під час повномоштабної війни у України Кріс Мартін у своєму турі по Європі вийшов з синьо-жовтою стрічкою . Та  гурт зустрівся  з зі Святославом Вакарчуком у Бельгії та вони співали "Обійми". В липні 2022-го Coldplay в Берліні заспівав з дитячим українським колективом з міста Дніпра «Color Music. 9 серпня 2022-го Coldplay співали разом з Святославом Вакарчуком, де Вакарчук сказав: «Війна все ще триває. Ми маємо виграти її. І ми зробимо це разом. А після перемоги будуватимемо новий, вільний, мирний світ разом.»
У квітні 2025 року під час концерту в Сеулі фронтмен Кріс Мартін виконав імпровізовану пісню для фаната з Росії, що знаходився серед глядачів, жартівливо заспівавши, що музиканти приїдуть до Росії, «коли дозволить Путін». Дослівно: «Ласкаво просимо, мій прекрасний брате. Я знаю, що приїзд сюди, мабуть, був для тебе стресом. Але одного дня ми зіграємо, але Росія так далеко. І нам просто потрібно, щоб пан Путін сказав «так».»

## Склад
- Кріс Мартін — вокал, гітара, клавішні;
- Джонні Бакленд — електронна гітара;
- Гай Беррімен — бас-гітара;
- Вілл Чемпіон — ударні.

## Дискографія

### Студійні альбоми
- 2000 — Parachutes — продано 8,5 млн копій у світі
- 2002 — A Rush of Blood to the Head — 12 млн копій
- 2005 — X&Y — 10 млн копій
- 2008 — Viva la Vida or Death and All His Friends
- 2011 — Mylo Xyloto
- 2014 — Ghost Stories
- 2015 — A Head Full of Dreams
- 2019 — Everyday Life
- 2021 — Music of the Spheres
- 2024 — Moon Music

### Мініальбоми
- 1998 — Safety
- 1999 — The Blue Room
- 2000 — Acoustic
- 2001 — Mince Spies
- 2001 — Trouble – Norwegian Live EP
- 2003 — Remixes
- 2008 — Prospekt's March
- 2011 — Every Teardrop Is a Waterfall
- 2011 — iTunes Festival: London 2011
- 2011 — Live in Madrid
- 2014 — A Sky Full of Stars

### Живі альбоми
- 2003 — Coldplay Live 2003
- 2009 — LeftRightLeftRightLeft
- 2012 — Coldplay Live 2012
- 2014 — Ghost Stories Live 2014
- 2018 — Live in Buenos Aires

### Збірки
- 2006 — A Rush of Blood to the Head / Parachutes
- 2007 — The Singles 1999–2006
- 2007 — The Remixes
- 2007 — Parachutes / A Rush of Blood to the Head / Live 2003
- 2011 — Viva la Vida / X&Y
- 2012 — 4 CD Catalogue Set

### Синґли
- 1999 — Brothers & Sisters
- 2000 — Shiver
- 2000 — Yellow
- 2000 — Trouble
- 2001 — Don't Panic
- 2002 — In My Place
- 2002 — The Scientist
- 2003 — Clocks
- 2003 — God Put a Smile upon Your Face
- 2005 — Speed of Sound
- 2005 — Fix You
- 2005 — Talk
- 2006 — The Hardest Part
- 2008 — Violet Hill
- 2008 — Viva La Vida'
- 2008 — Lost!?
- 2008 — Lovers In Japan
- 2009 — Life In Technicolor II
- 2009 — Strawberry Swing
- 2010 — Christmas Lights
- 2011 — Every Teardrop Is a Waterfall
- 2011 — In My Place (live from Glastonbury)
- 2011 — Paradise
- 2012 — Charlie Brown
- 2012 — Princess of China(with Rhianna)
- 2012 — Up with the Birds
- 2012 — Hurts Like Heaven
- 2012 — Up in Flames
- 2013 — Atlas
- 2014 — Magic
- 2014 — Midnight
- 2014 — A Sky Full of Stars
- 2015 — Adventure of a Lifetime
- 2016 — Hymn For The Weekend
- 2016 — Up & Up

## Нагороди

### Grammy
- 2002 — Best Alternative Album — Parachutes
- 2003 — Best Alternative Album — A Rush Of Blood To The Head
- 2003 — Best Rock Vocal Performance By A Duo Or Group — «In My Place»
- 2004 — Record Of The Year — «Clocks»
- 2007 — Best Remixed Recording, Non-Classical — «Talk (Thin White Duke Remix)»
- 2008 — 7 номінацій:

Record Of The Year (Viva La Vida): Album Of The Year (Viva La Vida Or Death And All His Friends): Song Of The Year (Viva La Vida): Best Pop Performance By A Duo Or Group With Vocals (Viva La Vida): Best Rock Performance By A Duo Or Group With Vocals (Violet Hill): Best Rock Song (Violet Hill): Best Rock Album (Viva La Vida Or Death And All His Friends)